# FrameMaker
FrameMaker ist ein professionelles Autorenwerkzeug zur Verwaltung und printorientierten Präsentation von technischen Dokumenten, das ursprünglich von der Firma Frame Technologies entwickelt und vertrieben wurde; im Jahr 1995 hat Adobe Inc. die Firma übernommen.
FrameMaker wurde ursprünglich für das Betriebssystem SunOS der Firma Sun Microsystems entwickelt und später neben vielen Unix-Systemen auf die Plattformen Apple Macintosh und Windows portiert. Die Macintosh-Portierung wird jedoch seit 2004 nicht mehr weiterentwickelt. Heute ist FrameMaker nur noch für Microsoft Windows erhältlich.

## Eigenschaften
Die Stärken des Programms liegen im Bereich technischer Dokumentationen, die viele tausend Seiten umfassen können. Im mathematisch-naturwissenschaftlichen Umfeld ist FrameMaker wegen seiner praxistauglichen Formelsatzimplementation eine brauchbare Alternative zu LaTeX. FrameMaker bietet auch eine gute Unterstützung für die Erstellung von SGML- und XML-Dokumenten.
FrameMaker ist ein Programm zum Erstellen und Bearbeiten komplexer und hochwertig gelayouteter Dokumente mit semiautomatisch generierten Verzeichnissen (Inhaltsverzeichnis, Index u. v. m.), Querverweisen, stabilem Handling importierter Abbildungen und Ausgabemöglichkeiten für alle Bedürfnisse im Bereich der anspruchsvollen technischen Dokumentation.
Die Eigenschaften von FrameMaker können durch die Programmierung eigener Plug-ins mit dem FrameMaker Developer's Kit (in C++) erweitert werden. Ähnliche Möglichkeiten bietet FrameScript (in Deutschland: ElmScript), eine Skriptsprache für FrameMaker; viele Skripte sind in einschlägigen Webseiten oder Listen frei erhältlich. Ab Version 10 bringt FrameMaker mit ExtendScript eine eigene Skriptsprache (auf Basis JavaScript) mitsamt Editor-Umgebung mit, wofür ebenfalls eine Vielzahl freier oder kommerzieller Skripte erhältlich sind.
Das Programm arbeitete bis Version 7.2 intern mit dem Macintosh-Roman-Zeichensatz und hatte daher Schwierigkeiten mit nichtlateinischen Fonts. Die Schrift-Engine von FrameMaker ist ab Version 8.0 Unicode-fähig und ermöglicht auch die Publikation z. B. indischer Texte, wenn entsprechende Fonts installiert sind. Ab Version 13.0 unterstützt FrameMaker die Publikation von Texten in Sprachen, die von rechts nach links gesetzt werden (arabisch, hebräisch).

## Programmentwicklung
Während seines Astrophysikstudiums an der Columbia University begann Charles „Nick“ Corfield, einen WYSIWYG-Editor auf einer Sun-2-Workstation zu schreiben. Die Anregung stammte von seinem Zimmernachbarn Ben Meiry, der einen Markt für ein professionelles DTP-Programm erkannte.
Das damals einzige DTP-Programm war Interleaf, das auch auf Sun-Workstations lief, jedoch mit einer Reihe von Einschränkungen behaftet war. Während Meiry sich um die Technik und die Verbindungen kümmerte, entwickelte Corfield die Algorithmen. Nach wenigen Monaten war ein stabiler Prototyp von FrameMaker entstanden. Einem Vertriebsmann von Sun Microsystems gefiel das Programm und Corfield erlaubte ihm, FrameMaker als Grafikdemo auf Sun-Rechnern einzusetzen.
Steve Kirsch erkannte das Potenzial von FrameMaker und gründete mit Corfield (und anderen) die Firma Frame Technology Corp., um das Programm marktreif zu machen. FrameMaker wurde ein populäres Schreibprogramm für die Technische Dokumentation und brachte bald Geld ein. Ursprünglich für SunOS (eine Unix-Variante) geschrieben, wurde FrameMaker auf Apple Macintosh portiert, der sich zu der Zeit sehr gut verkaufte.
In den frühen 1990er Jahren finanzierten mehrere Hersteller von Unix-Workstations (Apollo, Data General, MIPS, Motorola und Sony) die Portierung für ihre Geräte. Auf dem Höhepunkt des Erfolges war FrameMaker auf über 13 Unix-Plattformen einsetzbar, darunter auch AIX von IBM und NeXTStep. Zu diesem Zeitpunkt ermöglichte FrameMaker Autoren die Herstellung qualitativ hochwertiger Dokumente mit guter Typografie.
Frame Technology portierte FrameMaker später auf Windows. Zielkunden waren bis zu diesem Zeitpunkt professionelle Autoren umfangreicher und stark technisch geprägter Publikationen (z. B. eines Wartungshandbuchs für die Boeing 777); dementsprechend kostete FrameMaker 2500 US-Dollar pro Lizenz. Die Windowsversion wurde jedoch für 500 US-Dollar angeboten, was das Programm für den Privatanwender erschwinglich machte, wodurch jedoch das bisher recht einheitliche Kundenprofil zerstört wurde. Das komplexe FrameMaker war für Privatanwender viel zu lernintensiv. Das Ausbleiben des erhofften Absatzes brachte die Firma an den Rand des Ruins.
FrameMaker wurde schließlich von Adobe aufgekauft und der Vertrieb wieder auf die professionelle Kundschaft ausgerichtet. Die Weiterentwicklung der Software verlief hingegen schleppend: Nach der Einführung von Mac OS X vernachlässigte Adobe die Macintosh-Plattform und gab sie schließlich im Jahr 2004 ganz auf. Die aktuelle Version unterstützt ausschließlich Microsoft Windows.
Die zu Beginn getrennt vertriebenen Programmversionen „FrameMaker“ und „FrameMaker+SGML“ (früher FrameBuilder; sehr teuer; hauptsächlich in der Luftfahrt eingesetzt) wurden 2002 mit FrameMaker 7 zu einer einzigen Version verschmolzen. Während der Installation (und auch später noch) kann seitdem entschieden werden, ob mit „FrameMaker“ oder „Strukturierter FrameMaker“ (XML-basiertes Database Publishing) gearbeitet werden soll. Die Unterstützung von Maker Interchange Format wurde 2019 eingestellt.
Im Bereich der technischen Dokumentation hatte FrameMaker einige Konkurrenzprodukte, die aber mit der wachsenden Popularität des Textverarbeitungsprogramms Microsoft Word sämtlich vom Markt verschwanden. Andererseits wurde mit PageOne ein auf dieser Basis Source-code-verwandtes DTP-System eingeführt.

## Versionen
- 1987 FrameMaker 1.0 (25. Februar 1987) – für Sun2 oder Sun3 unter SunOS >= 2.0 (PN 81-00100-00)
- 1988 FrameMaker 1.11b – für SunOS (später Solaris) und Apollo
- 1989 FrameMaker 2.0 und 2.1 – Version 2.1 läuft auf OSF/Motif. Neu sind Absatz- und Zeichen-Designer, Gleichungs-Editor (wie er heute noch existiert), die Verwaltung von Querverweisen und generierte Listen auf Buchebene.
- 1990: Portierung auf Apple Macintosh
- 1991: FrameMaker 3.0 – neu sind Tabellen, Hypertext, verbesserte Buchfunktionen.
- 1992: Portierung auf Windows. Sun führt FrameBuilder ein, eine FrameMaker-Version mit SGML-Unterstützung.
- 1993: FrameMaker 4.0 – neu sind Änderungsbalken, Randspalten, Zwischenüberschrift (Absatz in der gleichen Zeile) und verbesserte Tabellenverwaltung.
- 1995/96: FrameMaker 5.0/5.12 – erste Version von Adobe. FrameMaker+SGML ersetzt FrameBuilder. Neu sind Online-Hilfe, die Unterstützung von langen Dateinamen in Windows 95, OLE-Unterstützung, Speicherung im HTML-Format und Einfügen von Texten als Referenz.
- 1997/98 FrameMaker 5.5/5.5.6 – Erste Version für Linux, die jedoch wegen mangelnder Nachfrage nicht veröffentlicht wird. Anfang 2000 gab es die Version 5.5.6 als kostenlose Testversion für Linux, deren Laufzeit bis 31. Dezember 2000 limitiert war. Letzte Version für IRIX. Neu sind Drag and drop in Dialogen, japanische Version mit entsprechender Zeichenunterstützung, Unterstützung von PDFMarks (dadurch automatisches Einfügen von Lesezeichen, Links und Querverweisen in PDF-Dateien), Farbbibliotheken (DIC, Focaltone, Munsell, Pantone, Toyo and Trumatch), Spracheigenschaft für Absatz- und Zeichen-Designer und Sortierfunktion im Tabellen-Designer
- 2000: FrameMaker 6.0 – Neu sind das überarbeitete Benutzerhandbuch, Suchen/Ersetzen im Buch, Rechtschreibprüfung, verbessertes Nummerierungssystem im Buch, verbesserter Dokumentenvergleich und Bündelung mit Quadralay WebWorks Publisher.
- 2002 FrameMaker 7.0 – Letzte Version für Macintosh (OS 8/9), HP/UX und IBM AIX. FrameMaker 7.1 für Unix nutzt PDFLib und ist damit unabhängig von Distiller. FrameMaker ist jetzt eine kombinierte Version für SGML und nicht strukturierte Dokumente. Neu sind die Unterstützung von XML, Korrektur der Als PDF speichern-Funktion, Unterstützung von tagged PDF, verbesserte Kopf-/Fußzeilen und Dokumentinformationen im XMP format
- 2003: FrameMaker 7.1 – nur noch für Windows/Solaris. Neu sind die Bündelung mit Adobe Distiller 6, zusätzliche OpenType-Fonts und der Import von QuarkXPress- und PageMaker-Dateien.
- 2005: FrameMaker 7.2 – Neu sind mehrfaches Undo, die Bündelung mit dem Support für DITA (Darwin Information Typing Architecture) und die Bündelung mit WebWorks 8 und Distiller 7 (die Unix-Version nutzt hier PDFLib).
- 2007: FrameMaker 8.0 – Neu sind die vollständige Unicode-Implementierung sowie die erweiterte Unterstützung (Trenn- und Rechtschreibhilfen) zahlreicher Sprachen (i. e. Baltische Sprachen (Estnisch, Lettisch, Litauisch), CE-Sprachen (Bulgarisch, Kroatisch, Tschechisch, Ungarisch, Polnisch, Rumänisch, Slowakisch, Slowenisch) sowie Griechisch, Russisch und Türkisch). Ebenfalls neu sind die Integrierbarkeit von Flash und 3D, eine verbesserte DITA-Unterstützung, Track Changes ähnlich wie in Word, eine erweiterte Unterstützung für „bedingte Texte“, ein Import-Filter für 2007 Office Word und Excel und eine „Tabbed Bar“, die Reiter für die geöffneten Dokumente zur Verfügung stellt.
- 2009: FrameMaker 9.0 – Neu und auffällig ist das vollständig überarbeitete User Interface, das nun weitgehend dem Erscheinungsbild der Adobe Creative Suite ähnelt; viele ehemals modale Dialoge stehen nun als ständig geöffnete (nichtmodale) sogenannte Pods zur Verfügung. Zudem kann die Anordnung und Auswahl der geöffneten Pods in Arbeitsplatzeinstellungen gespeichert und wieder abgerufen werden. Weitere Änderungen: CMYK-Farbunterstützung, Unterstützung für DITA 1.1 und DITA 1.2, hierarchische Gliederung in der Buchfunktion, Import von PDF-Kommentaren, diverse Optimierungen für die Zusammenarbeit mit Content-Management-Systemen.
- 2011: FrameMaker 10.0 – Neu sind einige Verbesserungen in der Handhabung, Hintergrundfarbe für Texte (Highlighting) und eine On-the-fly Rechtschreibkontrolle (wie aus Microsoft Word bekannt). Weitere Änderungen: Tabellenformat-Katalog, Eingrenzen und Ordnen der Formatkataloge, Drag and Drop für Texte, Suche nach Formatüberschreibungen, eigene Skriptsprache ExtendScript. Bei strukturierten Dokumenten gibt es: verbesserte Tag-Ansicht, Attributeditor, Assistenten für die Erstellung von Strukturapplikationen, CMS-Anbindung an EMC Documentum und SharePoint sowie Unterstützung für DITA 1.2 und S1000D.

Es gibt zusätzlich die Server-basierte Version FrameMaker 10.0 Server, die die automatisierte Veröffentlichung von Dokumenten in verschiedenen Formaten ermöglicht (mit CMS-Anbindung).
- 2012: FrameMaker 11.0

- Auffälligste Neuerung ist der neue XML-Quellcode-Editor, der Syntax-Highlighting, Code Folding, Context Aware Element Auto Suggest, Tag Auto-Close, Tree View, Suchen/Ersetzen mit Regulären Ausdrücken, XSLT 2.0 und XPATH 2.0 (einschließlich eines Query Builders) Unterstützung bietet.

- Standardmäßig installierte Parser für XSLT sind XALAN und SAXON. Eigene JAXP-kompatible XSLT-Prozessoren können hinzugefügt werden.

- Eine „Authoring View“ ermöglicht das Erstellen von XML-basierten Inhalten in einer WYSIWYG ähnlichen, jedoch reduzierten Umgebung.

- Die neue Funktion „Smart Paste“ ermöglicht es, Inhalte aus HTML-Webseiten und Microsoft Word-Dokumenten direkt per Copy & Paste in ein DITA-Dokument einzufügen. Die Inhalte werden dabei direkt in valides DITA-XML umgewandelt. Die Smart-Paste Funktion basiert auf XSLT und kann für eigene XML-Strukturen angepasst werden.

- Verbesserte Unterstützung für Video und andere Multimediainhalte. Neu ist unter anderem die Unterstützung des ECMA U3D-Standards in der Version 3.0.

- Objektstile. Objekten wie Grafikrahmen können nun auch Stile zugewiesen werden.

- Die Benutzeroberfläche kann über „Workspaces“ angepasst werden. Es werden verschiedene Workspaces bereitgestellt, eigene können angelegt werden.

- Die Suchen & Ersetzen-Funktion wurde mit verschiedenen Funktionen aufgewertet und links vom Textrahmen können Zeilennummern eingeblendet werden. Zudem wurde der CMS Connection Manager aufgewertet.

- 2014: FrameMaker 12.0
- 2015: FrameMaker (2015 Release) – [Neues Versionierungsschema basierend auf Jahreszahlen; (intern FrameMaker 13.0)]

- Komplett überarbeitete Font-Engine, die nun auch die Arbeit mit Rechts-Nach-Links (linksläufigen) Sprachen wie Arabisch, Farsi und Hebräisch ermöglicht. Die Font Engine ist bi-direktional und ermöglicht somit auch das Mischen von rechts- und linksläufigem Text selbst innerhalb eines Absatzes. Das Layout eines Dokumentes kann mit einem Klick gespiegelt werden. Die Unterstützung für bi-direktionalen Text ist auch im XML-Quellcode-Editor enthalten. Auch Thai wird nun unterstützt.
- Unterstützung für Complex Script Sprachen. Mit der neuen Font-Engine lassen sich Vietnamesisch, Hindi, Bengali, Telugu und zahlreiche weitere Sprachen in FrameMaker verarbeiten.
- Neuer Word-Import-Filter. Dialogbasiert können nun Absatz- und Zeichenformate-Formate aus Word in FrameMaker-Stile „gemappt“ werden.
- Mini-Tocs innerhalb eines Dokumentes können nun Kapitel-Inhaltsverzeichnisse eingefügt werden, die bei der Buch-Aktualisierung automatisch mitaktualisiert werden.
- Zahlreiche Verbesserungen im Benutzer-Interface vorgenommen. Unter anderem sind nun nahezu alle Dialoge, die vormals feste Größen hatten, größenveränderbar, Farb-Schattierungen in Tabellen werden nun vollflächig statt gepixelt dargestellt, die Tabellen-Navigation wurde verbessert, Zeilen und Spalten können per Drag & Drop verschoben werden (auch im Strukturierten FrameMaker), Tabellenspalten können nun auch mit Bedingungen versehen werden.
- Support für DITA 1.3
- Das Multi-Channel Publishing wurde erweitert. Folgende Ausgaben sind nun insgesamt möglich:

- PDF
- Responsive HTML5
- Mobile Apps (iOS, Android)
- WebHelp
- ePub
- Kindle
- Microsoft HTML Help
- Adobe Digital Publishing Solution (DPS)

- 2017: FrameMaker 2017 (intern FrameMaker 14)

- Viele Änderungen an der Benutzeroberfläche; Umstellungen der Menüs

- 2019: FrameMaker 2019 (intern FrameMaker 15)
- 2020: FrameMaker 2020 (intern FrameMaker 16)
- 2022: Framemaker 2022 (intern FrameMaker 17)[3]